# NGC 7559
NGC 7559 est une galaxie lenticulaire située dans la constellation de Pégase. Sa vitesse par rapport au fond diffus cosmologique est de 4 162 ± 28 km/s, ce qui correspond à une distance de Hubble de 61,4 ± 4,4 Mpc (∼200 millions d'al). NGC 7559 a été découverte par l'astronome germano-britannique William Herschel en 1784.

## Paire de galaxies
La galaxie située au nord-ouest de NGC 7559 est PGC 70852 aussi désignée comme MCG+02-59-014. La distance de Hubble de cettte dernière est égale à 61,49 ± 4,32 Mpc (∼201 millions d'al) et comme l'indique la base de données Simbad, elle forme une paire de galaxies avec NGC 7559. Quelques fois, PGC 70852 est désignée comme NGC 7559A ou encore NGC 7559B et en raison de cette désignation, elle est parfois confondue avec NGC 7559.